# Vyplenění Říma (1084)
Vyplenění Říma v roce 1084 je jedna z episod zápasu mezi císařem a papežem – „Boje o investituru”. Poté, co německého krále Jindřicha IV. v Canosse (hradu markraběnky toskánské Matyldy) ponížil papež Řehoř VII. tím, že ho nechal stát tři dny (25.–27. ledna 1077) v kajícnickém rouše a bosého, než ho zprostil církevní klatby, říšská knížata 13. května 1077 sesadila Jindřicha a zvolila protikrále Rudolfa z Rheinfeldenu, vévodu švábského a synoda v červnu 1080 v Brixenu sesadila Řehoře. 

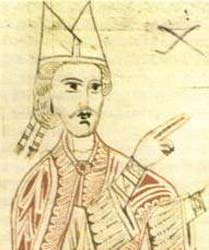
Řehoř VII.

Jindřich papežem ustanovil ravennského arcibiskupa Wiberta jako Klementa III.: „na obou stranách zvítězila nenávist nad rozumem“. Rudolf padl v bitvě na Bílém Halštrově (německy Weisse Elster) 15. října 1080. 

## Útok a vyplenění

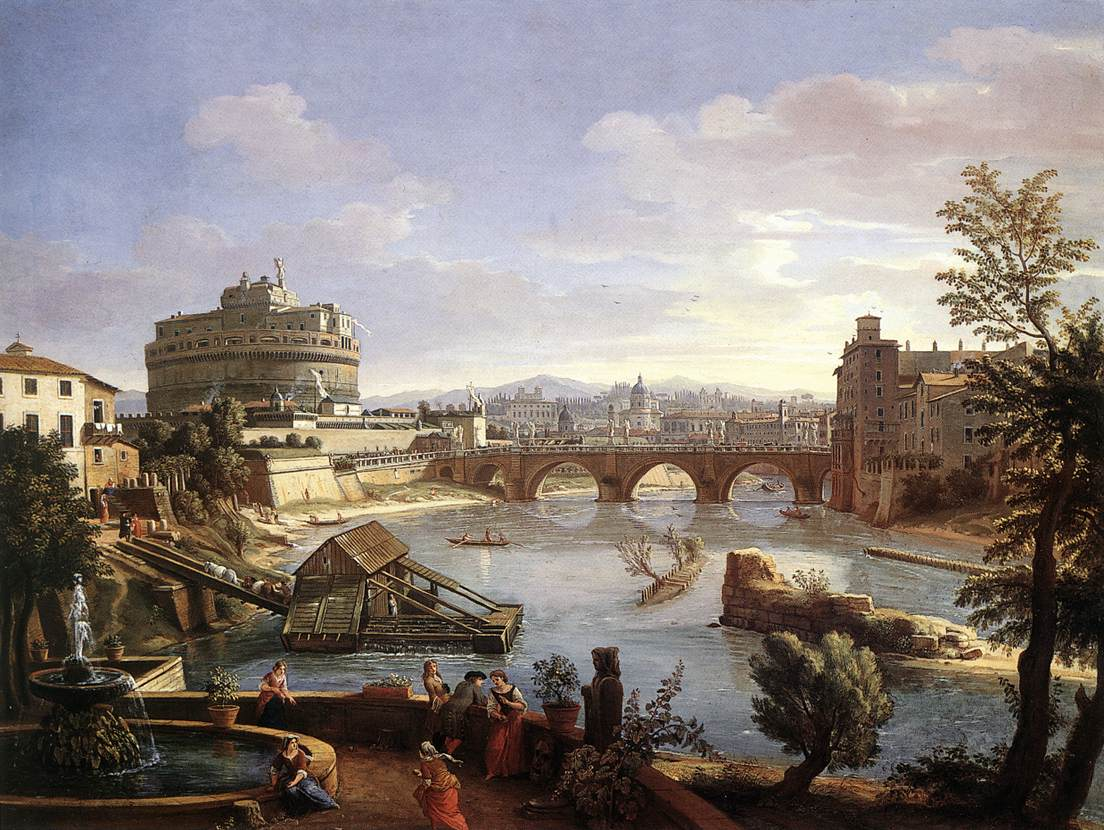
Andělský hrad (pohled z jihu)

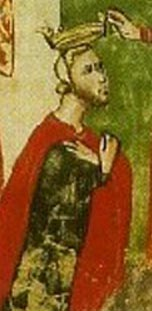
Robert Guiscard z Nuovy Cronicy Giovanniho Villaniho (14. st.)

Jindřich překročil Alpy porazil vojenské oddíly markraběnky toskánské Matyldy a na druhý pokus dobyl Řím (1083). Řehoř poslal žádost o pomoc k normanskému vévodovi Apulie a Kalábrie Robertu Guiscardovi de Hauteville a sám se schoval do Andělského hradu. Normané přijeli, papeže Řehoře osvobodili a Řím vyplenili tak krutě, že jeho obyvatelé proto začali papeže nenávidět tak moc, že musel odejít s Normany.

## Epilog
Následujícího roku (1085) jak Řehoř, tak vévoda Robert Guiscard de Hauteville zemřeli.